# Asplenium praegracile
Asplenium praegracile är en svartbräkenväxtart som beskrevs av Eduard Rosenstock. Asplenium praegracile ingår i släktet Asplenium och familjen Aspleniaceae. Inga underarter finns listade.